# Seventh Son of a Seventh Son
Seventh Son of a Seventh Son è il settimo album in studio del gruppo musicale britannico Iron Maiden, pubblicato l'11 aprile 1988 dalla EMI.

## Descrizione
Si tratta di un concept album incentrato sul tema del misticismo: il settimo figlio di un settimo figlio, infatti, è una figura presente in varie leggende europee dotata, secondo il folklore, di particolari facoltà o destinata a compiere imprese epiche.
Caratterizzato da sonorità vicine al rock progressivo (risulta a tal proposito evidente l'influenza dei Jethro Tull in Infinite Dreams), in molti brani vengono impiegati accompagnamenti di tastiere e in generale nell'album dominano le guitar synth introdotte già nel precedente album Somewhere in Time.
Nel 1995 la EMI ripubblicò l'album con l'aggiunta di un secondo CD che racchiude le b-side dei singoli Can I Play with Madness, The Evil That Men Do e The Clairvoyant.

## Tracce
1. Moonchild – 5:43 (Adrian Smith, Bruce Dickinson)
2. Infinite Dreams – 6:11 (Steve Harris)
3. Can I Play with Madness – 3:35 (Adrian Smith, Bruce Dickinson, Steve Harris)
4. The Evil That Men Do – 4:37 (Adrian Smith, Bruce Dickinson, Steve Harris)
5. Seventh Son of a Seventh Son – 9:55 (Steve Harris)
6. The Prophecy – 5:07 (Dave Murray, Steve Harris)
7. The Clairvoyant – 4:29 (Steve Harris)
8. Only the Good Die Young – 4:41 (Steve Harris, Bruce Dickinson)

CD bonus nella riedizione del 1995
1. Black Bart Blues – 6:41 (Steve Harris, Bruce Dickinson)
2. Massacre – 2:53 (Phil Lynott, Scott Gorham, Brian Downey) – originariamente interpretata dai Thin Lizzy
3. Prowler '88 – 4:07 (Steve Harris)
4. Charlotte the Harlot '88 – 4:11 (Dave Murray)
5. Infinite Dreams (Live) – 6:03 (Steve Harris)
6. The Clairvoyant (Live) – 4:27 (Steve Harris)
7. The Prisoner (Live) – 6:09 (Adrian Smith, Steve Harris)
8. Killers (Live) – 5:03 (Steve Harris, Paul Di'Anno)
9. Still Life (Live) – 4:38 (Dave Murray, Steve Harris)

Contenuto multimediale nell'edizione rimasterizzata
1. Can I Play with Madness
2. The Evil That Men Do
3. Excerpt of "The Clairvoyant"
4. Excerpt of "Infinite Dreams"

## Formazione
Gruppo
- Bruce Dickinson – voce
- Dave Murray – chitarra,guitar synth
- Adrian Smith – chitarra, cori, guitar synth
- Steve Harris – basso, cori, sintetizzatore
- Nicko McBrain – batteria

Altri musicisti
- Michael Kenney – tastiera

## Classifiche
| Classifica (1988-2021) | Posizione massima |
| ---------------------- | ----------------- |
| Austria                | 6                 |
| Canada                 | 11                |
| Croazia                | 3                 |
| Finlandia              | 1                 |
| Francia                | 16                |
| Germania               | 4                 |
| Italia                 | 8                 |
| Norvegia               | 3                 |
| Nuova Zelanda          | 3                 |
| Paesi Bassi            | 2                 |
| Portogallo             | 38                |
| Regno Unito            | 1                 |
| Spagna                 | 14                |
| Stati Uniti            | 12                |
| Svezia                 | 3                 |
| Svizzera               | 2                 |